# 인터넷 자살
인터넷 자살은 인터넷을 통해 알게 된 사람들이 모여 자살을 하는 행위 또는 그런 현상을 말한다. 일본에서 처음으로 콩, 대한민국, 독일, 오스트레일리아, 노르웨이, 영국, 캐나다, 미국, 스웨덴 등에서 일어나기 시작했다. 최초의 인터넷 자살 사건은 2000년 10월에 일본에서 일어난 것으로 알려져 있다.
한국의 정보통신부와 정보통신윤리위원회는 2000년 12월, 자살사이트에 대한 심의를 강화해 자살을 조장하거나 미화하는 내용의 웹사이트를 폐쇄조치하고, 이에 따르지 않는 사업자를 규제하기로 했다.

## 자살 예방 캠페인
서울시는 각계각층의 시민 총 100명으로 구성된 '자살 예방 시민 옴부즈맨'을 현재 운영하고 있다. 이들은 네이버, 네이트, 싸이월드, 다음 등과 같은 인터넷 포털사이트, 카페, 블로그 및 트위터, 페이스북 등과 같은 소셜네트워크서비스(SNS) 등을 실시간으로 모니터링하며, 사이버 상에서 자살 위험이 감지되면 이 사실을 즉시 자살예방센터에 알려 사이버수사가 즉각 이뤄질 수 있게 하는 역할이다.